# Burgstall Sternegg
Der Burgstall Sternegg, auch Sterneck genannt, bezeichnet eine abgegangene mittelalterliche Spornburg auf einem Bergsporn bei 580 m ü. NHN über der Leitzach unmittelbar nordwestlich der Einöde Sterneck, eines Gemeindeteils der Gemeinde Feldkirchen-Westerham im Landkreis Rosenheim in Bayern. Heute ist die Stelle als Bodendenkmal D-1-8137-0026 „Burgstall des Mittelalters (‚Sternegg‘)“ vom Bayerischen Landesamt für Denkmalpflege erfasst.
Auf dem Burgstall der ehemaligen Burganlage, die im Jahr 1629 nach Curt Tillmann als Burgstall Sternegg bezeichnet wurde, wurde im 19. Jahrhundert ein Gutshaus erbaut, das sich in Privatbesitz befindet.